# 추카현

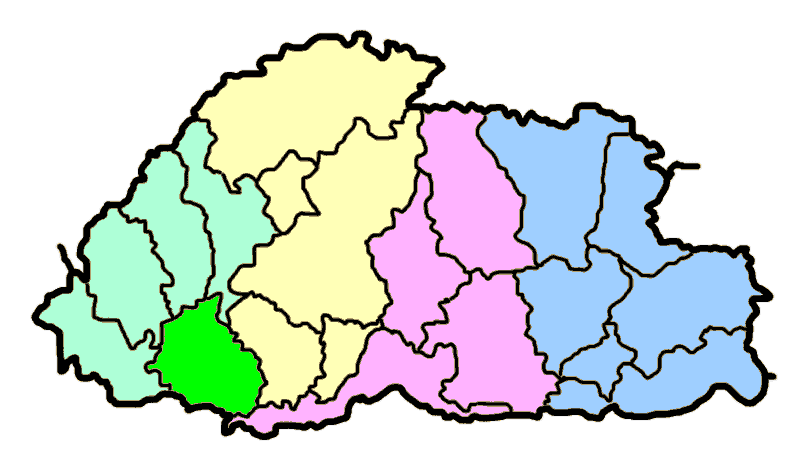
추카 현의 위치

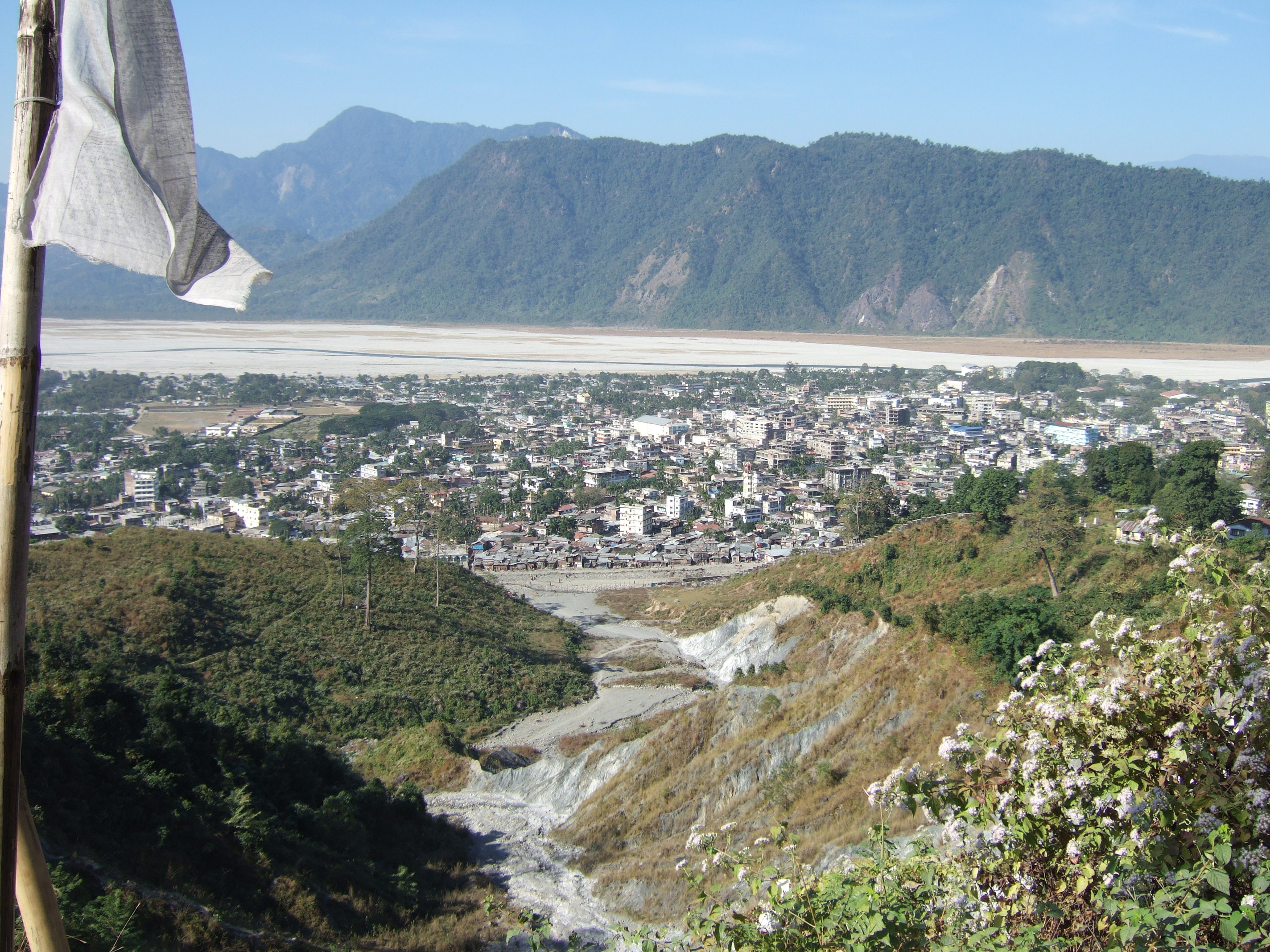
푼촐링

추카현(종카어: ཆུ་ཁ་རྫོང་ཁག་)은 부탄을 구성하는 20개 현(종카그) 가운데 하나로, 부탄 남서부에 위치한다. 행정 중심지는 푼촐링이며 면적은 1,991km2, 인구는 74,387명(2005년 기준)이다. 11개 게워그(불라조라, 뱌초, 봉고, 찹차, 달라, 둥나, 겔링, 게테나, 로그치나, 메타카, 푼촐링)를 관할한다. 추카 현에서 가장 큰 도시인 푼촐링은 인도와 부탄 서부 지방을 연결하는 관문이며 부탄의 경제, 상업 중심지이기도 하다.
1980년대 중반 이 곳에 건설된 수력 발전소는 부탄에서 가장 큰 수력 발전소이기도 하다.

## 같이 보기
- 종카그